# Stanisław Biłeńki
Stanisław Serhijowycz Biłeńki, ukr. Станіслав Сергійович Біленький (ur. 22 sierpnia 1998 w Doniecku) – ukraiński piłkarz, grający na pozycji napastnika.

## Kariera piłkarska

### Kariera klubowa
Wychowanek klubów Szachtar Donieck i Olimpik Donieck, barwy których bronił w juniorskich mistrzostwach Ukrainy (DJuFL). 25 lipca 2014 rozpoczął karierę piłkarską w drużynie juniorskiej Olimpika Donieck, a 31 maja 2017 debiutował w podstawowym składzie klubu.
W sierpniu 2018 roku został piłkarzem DAC 1904 Dunajská Streda.  24 lipca 2019 został wypożyczony do Zagłębia Sosnowiec. 19 stycznia 2019 roku zasilił skład Ruchu Lwów.

### Kariera reprezentacyjna
W 2017 został powołany do juniorskiej reprezentacji Ukrainy. Potem grał w młodzieżówce.